# Alcea galilaea
Alcea galilaea är en malvaväxtart som beskrevs av Zoh.. Alcea galilaea ingår i släktet stockrosor, och familjen malvaväxter. Utöver nominatformen finns också underarten A. g. rosea.